# San Juan Tepulco
San Juan Tepulco es una localidad del estado mexicano de Puebla. Es parte del municipio de Acajete.

## Toponimia
El nombre «San Juan» hace referencia al santo patrono de la localidad: Juan el Evangelista. El nombre «Tepulco» proviene de los términos en náhuatl tetl, piedra; pul, abundancia; y co, lugar. Su significado es «lugar de muchas piedras».

## Demografía
| Gráfica de evolución demográfica |
|                                  |

| Censo | Población |
| ----- | --------- |
| 1900  | 783       |
| 1910  | 949       |
| 1921  | 708       |
| 1930  | 972       |
| 1940  | 1 059     |
| 1950  | 1 398     |
| 1960  | 1 643     |
| 1970  | 1 992     |
| 1980  | 2 752     |
| 1990  | 3 584     |
| 1995  | 5 008     |
| 2000  | 5 712     |
| 2005  | 7 081     |
| 2010  | 8 232     |
| 2020  | 10 288    |